# Sochung Gedünbar
| Tibetische Bezeichnung                        |
| --------------------------------------------- |
| Tibetische Schrift: སོ་ཆུང་དགེ་འདུན་འབར           |
| Wylie-Transliteration: so chung dge 'dun 'bar |
| Chinesische Bezeichnung                       |
| Vereinfacht: 索琼•格敦巴                      |
| Pinyin:Suoqiong Gedunba                       |

Sochung Gedünbar  (tib.: so chung dge 'dun 'bar; geb. 1062; gest. 1128) war ein Vertreter der Shiche-Schule des tibetischen Buddhismus, einer der großen „acht Praxislinien des tibetischen Buddhismus“ (tib.: sgrub brgyud shing rta brgyad).
Er wurde So chung ba („So der Kleine“) genannt, weil er viel kleiner war als sein jüngerer Bruder So ring („So der Große“). Er war ein Schüler von  Magom Chökyi Sherab, empfing Lehren aber auch direkt von Dampa Sanggye.

Sochungpa 

„was an important disciple of Phadampa through whom one of the main lineages of the Pacification teachings was transmitted.“